# Округ Монтрејл (Северна Дакота)
Монтрејл (енгл. Mountrail County) је округ у америчкој савезној држави Северна Дакота.

## Демографија
По попису из 2010. године број становника је 7.673, што је 1.042 (15,7%) становника више него 2000. године.
| Група             | 2000.         | 2010.         |
| Белци             | 4.358 (65,7%) | 4.931 (64,3%) |
| Афроамериканци    | 6 (0,1%)      | 16 (0,2%)     |
| Азијати           | 14 (0,2%)     | 15 (0,2%)     |
| Хиспаноамериканци | 87 (1,3%)     | 286 (3,7%)    |
| Укупно            | 6.631         | 7.673         |